# باسريف عريف
باسريف عريف (23 يناير 1947 - 23 مارس 2021) شغل منصب المدعي العام لإندونيسيا من 26 نوفمبر 2010 حتى 20 أكتوبر 2014. ولد في تانجونج إنيم في جنوب سومطرة.
بصفته المدعي العام، كان مسؤولاً عن دعاوى الدولة. في عام 2011 أقال العديد من المسؤولين في مكتب المدعي العام بوجونيغورو في جاوة الشرقية ، لدورهم في قضية دفعت فيها امرأة ثرية مدانة بالفساد امرأة أخرى لقضاء فترة سجنها.
توفي في 23 مارس 2021 عن عمر يناهز 74 عامًا.